# Droits LGBT en Éthiopie
Les droits des personnes lesbiennes, gays, bisexuelles et transgenres (LGBT) ne sont pas reconnus en Éthiopie. Toute pratique homosexuelle est considérée par la loi éthiopienne comme un crime.

## Code pénal
Les pratiques homosexuelles sont illégales et passibles d'emprisonnement selon l'article 629 du code pénal. La peine peut se situer entre trois et quinze ans de prison en cas de violences, de transmission de MST ou si la victime est poussée au suicide.

### Application de la loi
En août 2023, l'administration annonce des actions et des raids contre les lieux où des actes homosexuels auraient lieu dans la capitale. À la suite de la diffusion sur les réseaux sociaux d'une vidéo d'une fête privée ou des hommes dansent, une campagne de délation concernant « des actes homosexuels » est mise en place par la ville d'Addis-Abeba.

## Opinion publique
Selon une étude menée par le Pew Research Center en 2007, 97 % des Éthiopiens considèrent que l'homosexualité devrait être rejetée par la société, soit l'un des taux les plus élevés des 47 pays étudiés (avec le Sénégal et le Nigeria), après le Mali (98 %).
L'opinion publique y est très largement influencée par l'Église chrétienne orthodoxe[Pas dans la source] (70 % des Éthiopiens font partie de cette Église), qui encourage les thérapies de conversion. En 2008, une douzaine de personnalités religieuses éthiopiennes ont adopté une résolution contre l'homosexualité, demandant l'inscription de l'interdiction de l'homosexualité dans la Constitution.
En 2012, Robel Hailu est le premier Éthiopien à participer à la compétition « Mister Gay World », qui accueille aussi pour la première fois des participants africains. Après l'avoir déshérité, son père lui recommande de se suicider pour « sauver son âme ».